# جين جونسون
جين جونسون (بالإنجليزية: Gene Johnson)‏ هو لاعب كرة قدم أمريكية أمريكي، ولد في 18 سبتمبر 1935 في كلاي في الولايات المتحدة، وتوفي في 4 أغسطس 1997.

## وصلات خارجية
- جين جونسون على موقع مرجع كرة القدم المحترفة.كوم (الإنجليزية)